# Спациализм

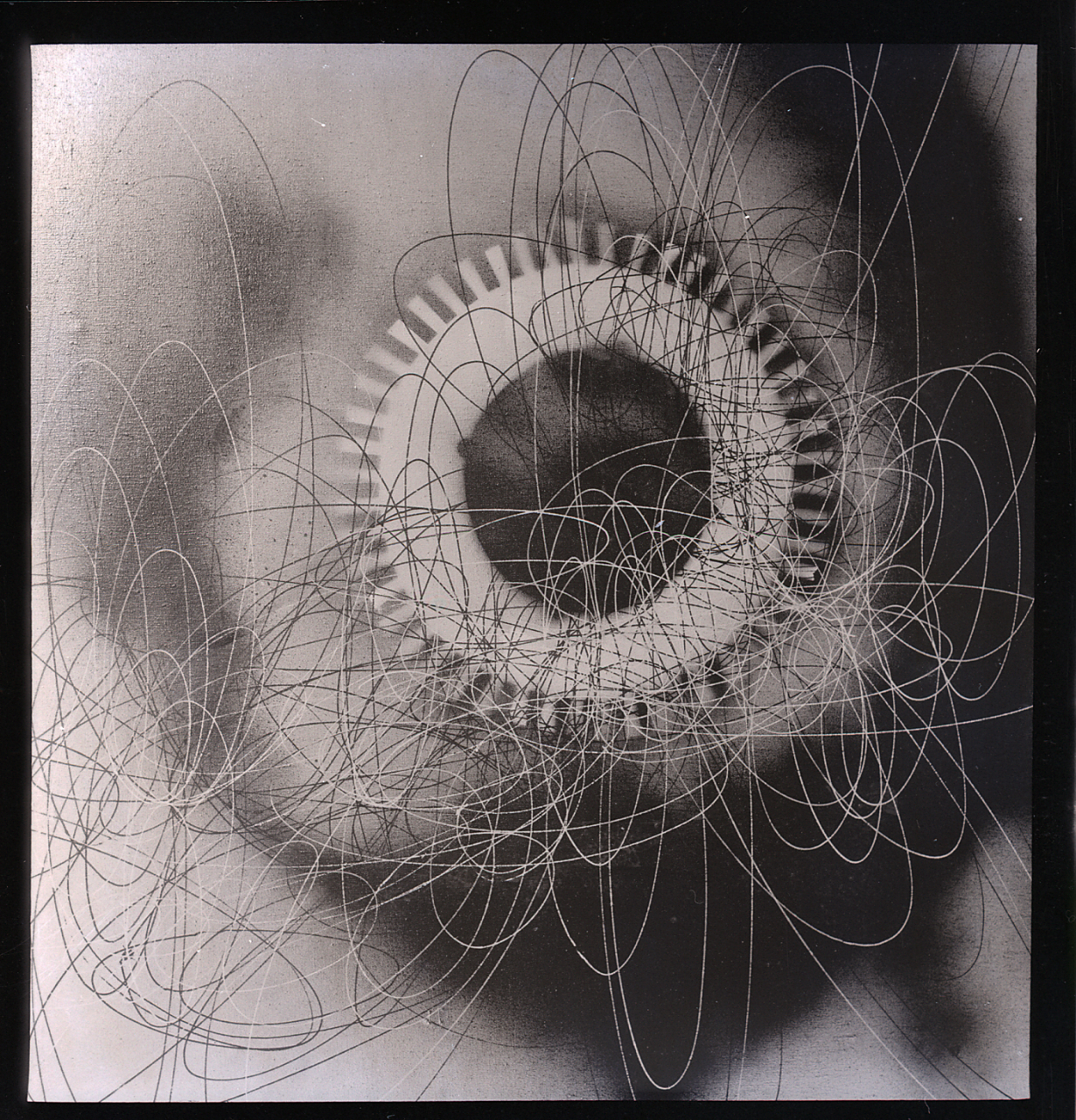
Роберто Криппа, работа Spirali, 1953

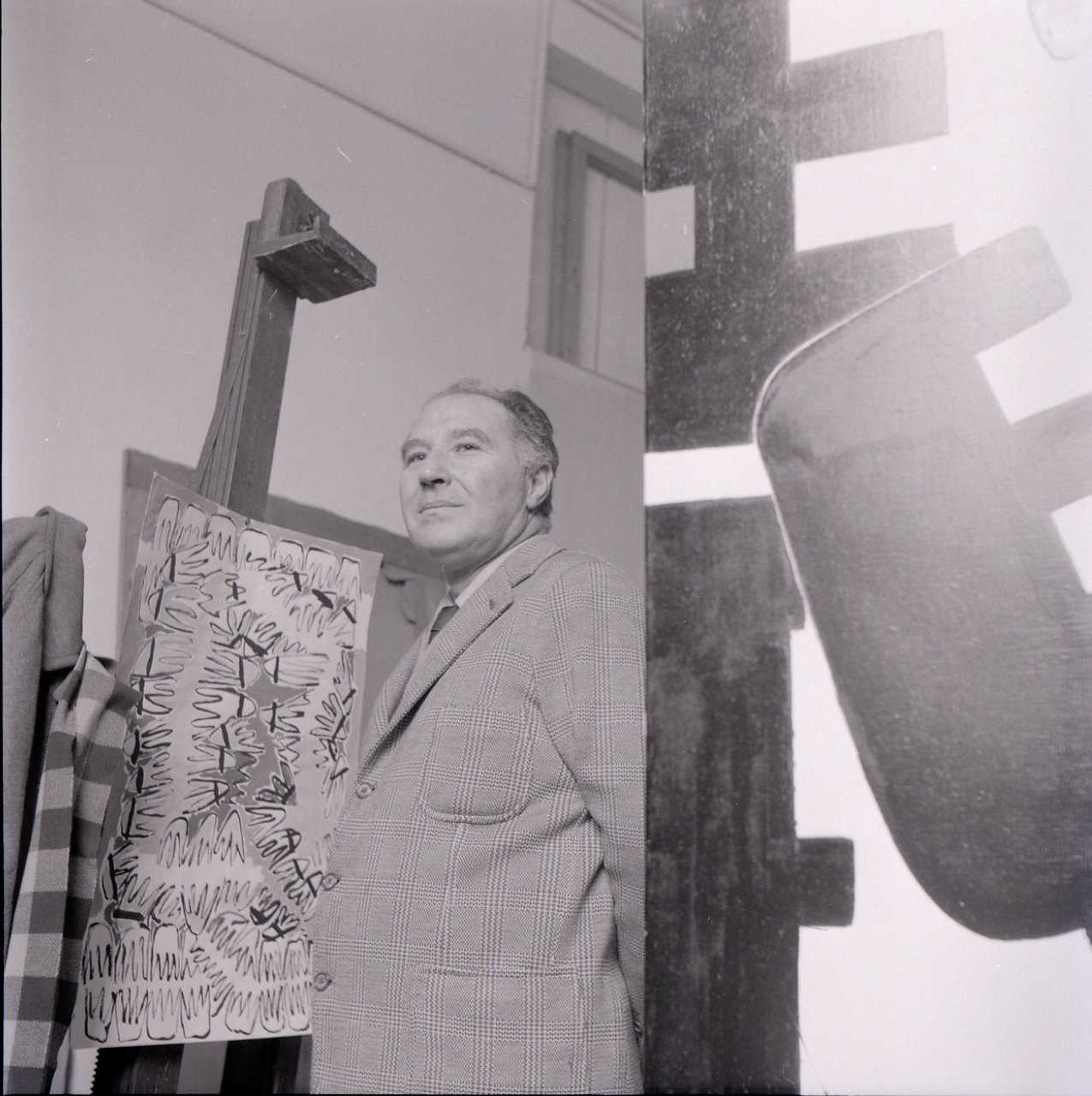
Джузеппе Капогросси на фоне своей работы, 1972

Спациализм (итал. Movimento spaziale, от итал. spazio — пространство) — направление в современном искусстве Италии, рассматривающее живопись и скульптуру как один вид искусства, объединяющий цвет, звук, пространство, движение и время. Спациализм сочетает в себе элементы конкретизма, дадаизма и ташизма. Основателем спациализма является итальянский художник и скульптор Лючио Фонтана, отстаивавший принципы синтеза искусств на основе современных научно-технических достижений в своём «Белом манифесте» (исп. Manifiesto blanco, 1946) и заложивший теоретическую основу нового течения в работе «Технический манифест спациализма» (итал. Manifesto tecnico dello Spazialismo).
Наиболее известные работы в стиле спациализма — серия картин Фонтаны «Пространственные концепции», в которых использовалась техника нанесения на холст надрезов, разрывов, отверстий и царапин, что, по замыслу автора, обеспечивало выход в окружающее пространство и запечатлевало энергию движения художника.

## История
Первый теоретический текст, лежащий в основе рождения спациализма, был задуман Фонтаной в 1946 году в Буэнос-Айресе, Аргентина. Это был так называемый «Белый манифест», в котором излагалась мысль, что назрела насущная необходимость преодолеть искусство, как оно было задумано, и начало обрисовывать его в общих чертах. Существующий «застой», предлагалось преодолеть добавлением в искусство измерениями времени и пространства.
В конце 1940-х годов в Италии изобразительное искусство излучает признаки нетерпимости к традиционным средствам выражения, демонстрируя интерес к искусству, связанному с наукой и техникой, настаивая на том, что они неразрывно связаны между собой. С этой идеей художники, которые придерживаются манифеста спациализма, теперь обращают свой интерес к научным исследованиям, к распространению радио, телевидения, вплоть до разработки в 1952 году манифеста пространственного движения направленного на привлечение в искусство технологии телевидения. Искусство, наука и техника теперь связывают искусство с научными открытиями, и наоборот, изобретения в художественной поэзии, которая прославляет «среду» и ее эволюцию, сами становятся художественными актами.
Лучо Фонтана, начиная с отношения «открытости» к пространству, уже присутствующего в феномене барокко, и синтезируя футуристический динамизм и идею Боччони об использовании новых медиа в живописи, предлагает «дематериализацию» самого искусства в пользу «целостного» искусства, в котором цвет, звук, движение и пространство могут быть объединены в идеальное единство.
Существуют разные версии того, кто стоял у истоков движения, мы знаем, что даже в 1946 году Джузеппе Марчиори, искусствовед, начал собирать нескольких художников, которые затем дебютировали на Венецианской биеннале 1948 года объединившись в группу «Fronte Nuovo delle Arti». Период между 1946 и 1948 году очень важен, потому что культурные события этих двух лет приведут Пегги Гуггенхайм в Венецию, которая немедленно решит остановиться в этом городе. Художники Вирджилио Гуиди, Марио Делуиджи, Винисио Вианелло, Бруно Гаспарини, Бруно Де Тофоли, собирались в венецианской Galleria del Cavallino Карло Кардаццо.
Художники-пространственники не имеют в качестве приоритета работу над изображением и не просто хотят определить течение стиля, а хотят решить проблему всеобъемлющего восприятия Пространства, понимаемого ими как сумму абсолютных категорий времени, движения, звука и света.
Осознание существования скрытых природных сил, таких как частицы, лучи, электроны, давят неконтролируемой силой на «старую» поверхность холста. Эти силы найдут окончательный выход в революционном жесте Фонтаны, который пронзил и порезал поверхность картины, сделал последний шаг отрыва от «старого» искусства к новому космическому искусству, эффективно создавая «континуум» между Космосом (резаным холстом) и Время (жест мгновенного разреза).
Помимо культового разреза Фонтаны, следует помнить о самых известных исследованиях других художников направления: Марио Делуиджи гравировал холст, царапая его цвет и создавая своими фантасмагорическими царапинами облака искр, которые предопределяли движения частиц в свете, в то время как Роберто Криппа воссоздал на холсте головокружительные спирали, в которых можно распознать интимную форму энергии, как на орбиталях электронов вокруг ядра, Эннио Финци искал в ритме светящегося отражения художественный способ выразить звук, Бруна Гаспарини вместо этого определила контраст между монохромным фоном и движением жеста изобразительного знака, определяющего чувство конфронтации/столкновения с различными уровнями восприятия.
Произведения, относящиеся к спациализму, выставлены в Национальной галерее современного искусства в Риме, Национальном музее современного искусства в Париже, Музее Вальрафа-Рихарца в Кёльне и других галереях.

## Пространственные плакаты
Спациалисты часто распространяют свои идеи в синтетических формах плакатов и листовок. Среди наиболее важных документов этого типа:
- Манифест Бланко
- Первый манифест пространственности
- Второй манифест пространственности
- Предложение по регулированию космического движения
- Технический манифест пространственности
- Манифест космического искусства
- Манифест Пространственного движения за телевидение
- Трансгеометрический пространственный манифест

## Художники
- Антон Джулио Амброзини
- Гвидо Антони
- Лусио Фонтана
- Антонио Санфилиппо
- Бруна Гаспарини
- Серхио Рампин
- Альберто Виани
- Джорджо Кайссерлян
- Бениамино Джопполо
- Милена Милани
- Джанни Дова
- Джузеппе Капогросси
- Альдо Берголли
- Роберто Криппа
- Эмилио Сканавино
- Серхио Данжело
- Эдмондо Баччи
- Танкреди Пармеджиани
- Эннио Финци
- Марио Делуиджи
- Чезаре Певерелли
- Этторе Соттсасс
- Гектор Ригель
- Джорджио Амелио Роккамонте
- Джузеппе Тарантино
- Джан Кароцци
- Агостино Боналуми
- Лучано Макиотта
- Альберто Бурри
- Пиппо Казеллати
- Тури Симети
- Энрико Кастеллани
- Риккардо Ликата
- Кьяра Каллегари
- Мишель Вентола